# Jane Weiller
Jane Weiller, född 25 april 1912 i Chicago, död 7 juni 1989, var en golfspelare som vann majortävlingen Womens Western Open 1932.
| Majorsegrare genom tiderna                                                                                   |            |              |                  |               |
| 100 olika spelare har vunnit i damernas majortävlingar. Jane Weiller var den 3:e spelaren som vann en major. |            |              |                  |               |
| 1:a | 2:a        | 3:e          | 4:e              | 100:e         |
| Mrs. Lee Mida                                                                                                | June Beebe | Jane Weiller | Marian McDougall | Paula Creamer |
| Lista över golfens majorsegrare                                                                              |            |              |                  |               |